# 菅原正志
菅原 正志（すがわら まさし、1962年7月14日 - ）は、日本の男性声優、ナレーター。神奈川県川崎市出生、厚木市出身。大沢事務所所属。

## 略歴
神奈川県川崎市で誕生し、3歳の時に厚木市に転居。
父は会社を経営しており、菅原は長男のため、高校卒業後は山形県鶴岡市出身の父の会社を継ぐか、違う分野に進むかという人生の選択があったという。
中学時代まではバスケット部に所属していたが、麻布獣医学園淵野辺高等学校時代には演劇部に所属。3年間演劇をしたことから、その流れで大阪芸術大学舞台芸術学科演技演出専攻に進学。同芸術大学舞台芸術学科中退後、仕事を選べる立場ではないことから、デパートの屋上の催物の司会やホールでの販促の仕事をしていたが、後に番組のレポーター、俳優、声優としての活動を始める。

## 人物
J-WAVEでナビゲーター（パーソナリティ）を務めた経験もある。
渋い美声を持ち、頭も堅い役柄を演じている。
吹き替えでは主にウェズリー・スナイプスを担当している。
『ロボコップ』シリーズのマーフィ（ロボコップ）役は設定上息継ぎをしないキャラであるため、吹き替えは大変だったという。
趣味はアウトドアスポーツ。

### 釣りについて
大の釣り好きである。高校時代、偶々同じ高校に通っていた友人が剣道部に所属しており、お互いにバス釣りや渓流のルアーフィッシングが好きだった。普段は、その友人は大会に向けての稽古で忙しく、菅原もコンテストへ向けての稽古があり忙しかった。大会やコンテストが一段落した夏休みに、友人と一緒にキャンプに行ったり釣りに行ったりしており、その友人が最初のルアー仲間であったという。
釣りそのものは父から教わっており、ルアーキャスティングも父が教えてくれた。初めて釣りに行ったのが何歳だったか覚えていないという程、小さい頃から父に連れていかれていたという。菅原の父に釣りを仕込んだのは父の曽祖父であるといい、菅原の家系はかなりの釣りバカだという。
2003年時点で実家に帰ったところ、3歳、4歳といった、まだ字が書けなかった頃に描いていた絵日記が残っており、久々に見ていたところ、アマゴにパーマークが入っており、子供心にそのような美しさに感動していたんだと語る。小学2年生くらいの時、トラウトがスピナーのドロッペンを追う光景を見ていたのが、生まれて初めて魚がルアーを追う姿を見ていた記憶であった。
厚木市は土地柄もあるが、普通の釣り具屋でもルアーを置いてある店が多く、菅原の小学校時代にはすでにルアーが多数あった。また1960年代、1970年代にはすでに相模川水系にバスや雷魚がいたという。お年玉を貰ったり、月々のお小遣いがある程度たまったら、自転車をこいで釣り具屋に飛んでいき、ルアーのパッケージを開けて臭いをかいで、「この中にアメリカの空気が詰まっている」といったことを感じていた。コンサイス英和辞典を引きながら、パッケージに書かれていた説明書きを訳して、使い方を調べたり、それでもわからないことは父に聞いたりしていた。
父は出身地の山形県には庄内竿があるなど、昔から釣りが盛んな土地であったが、厚木市に住んでからも、夏にはアユ釣り、春はバス釣り、沖釣りといった具合に何でもしていた。父は60歳を過ぎてからはハードな釣りはしなくなり、2003年時点では低山でテンカラを振ったりするくらいであった。子供の頃の釣りはルアーばかりで父の教え方も上手かったと語るが、エサ釣りは「魚が腹を空かせばいつかはかかるだろう」、という感じがしていたという。
大学中退後は社会人になり、多少お金に余裕ができてから、25歳くらいに本格的にルアーを振るようになった。海釣りの最初は相模湾で、シーバスからシイラ、更に並行してバス釣りもするなど、釣りなら何でもしていたという。釣りビジョンの『五畳半の狼』では司会を務め、自身のブログでもその釣果を紹介している。2006年の暑中見舞の絵柄は、自身が釣り上げたシュモクザメ。

## 出演
太字はメインキャラクター。

### テレビアニメ
1985年
- うる星やつら（黒メガネ）
- 忍者戦士飛影（ガメラン）

1987年
- エスパー魔美（1987年 - 1989年、部下B、男A、構内アナウンス、刑事D、老人A 他）
- シティーハンター（1987年 - 1989年、警官、生徒A、殺し屋、弟分、坂口、男B 他）
- プロゴルファー猿（研修生）

1989年
- 美味しんぼ（1989年 - 1991年、大馬銀吉、槍村勇、幡中塾長）
- 機動警察パトレイバー（斎藤、加藤、運転手、軍曹 他）
- ジャングル大帝1989年版（ガル、ギグ 他）
- YAWARA!（1989年 - 1992年、不良D、花園薫、店長 他）
- らんま1/2（支配人 他）

1990年
- 楽しいムーミン一家（1990年 - 1991年、園長、男C 他）
- RPG伝説ヘポイ（1990年 - 1991年、マグマ天使、プラントキャッスル）

1991年
- おぼっちゃまくん（肉金）
- カラス天狗カブト（闇入道）
- 21エモン（大使武官A）

1992年
- みかん絵日記（動物病院の先生）
- 横山光輝 三国志

1993年
- 疾風!アイアンリーガー（1993年 - 1994年、ギロチ、シルキー、S-XXX、ナッカラー）
- 忍たま乱太郎（1993年 - 1999年、西川のり丸、雷鬼〈初代〉、ドクタケ忍者A）
- 熱血最強ゴウザウラー（1993年 - 1994年、歯車王 / 歯車大王、エンジン王 / エンジン大王、機械大王）
- 勇者特急マイトガイン（1993年 - 1994年、グラント大佐、エグゼブ、大統領）

1994年
- 蒼き伝説シュート!（菅原哲也）
- 機動武闘伝Gガンダム（1994年 - 1995年、ガストロ、アンドリュー・グラハム）
- クレヨンしんちゃん（1994年 - 2023年、コーちゃん 他）
- サッカーフィーバー（カーター）
- 覇王大系リューナイト（チンピラA、エルフ族B、兵士A）
- マクロス7（レイ・ラブロック）
- 魔法陣グルグル（キングカセギ）
- レッドバロン（ハシミコフ）

1995年
- 愛天使伝説ウェディングピーチ（ウラガーノ）
- 鬼神童子ZENKI（神錻羅）
- 恐竜冒険記ジュラトリッパー（エチーゴ）
- バーチャファイター（ウィリー）

1996年
- みどりのマキバオー（サクラジマン、ファンA）
- YAWARA! Special ずっと君のことが…。（花園）

1997年
- 剣風伝奇ベルセルク（ディーン）
- MAZE☆爆熱時空（グランタ）

1998年
- Weiß kreuz（鬼怒川）
- EAT-MAN'98（ボス）
- SHADOW SKILL -影技-（オキト＝クリンス）
- serial experiments lain（男の声）
- 超魔神英雄伝ワタル（アンコクダー）
- DTエイトロン（ゼロ）
- デビルマンレディー（カメラマン）
- TRIGUN（イングウェイ）
- Bビーダマン爆外伝（ダークノストラ）
- MASTERキートン（チャーリー・チャップマン）

1999年
- エデンズボゥイ（おやぢ）
- 金田一少年の事件簿（朝木冬生）
- 無限のリヴァイアス（下村由吉）

2000年
- 名探偵コナン（2000年 - 2021年、根来友也、近藤英一郎、戸部先生、ハーデス・サバラ、河合信蔵、清水正人）

2001年
- 機巧奇傳ヒヲウ戦記（富樫）
- 機動天使エンジェリックレイヤー（斉藤楓の父）
- ドラえもん（テレビ朝日版第1期）（番長）

2002年
- 冒険者（フェルナンド王）

2005年
- 戦国英雄伝説 新釈 眞田十勇士 The Animation（大久保彦左衛門忠教）

2006年
- 銀魂（カリヤ）
- シルクロード少年 ユート（ラモーン）

2007年
- 蒼天の拳（ギーズの父）
- DARKER THAN BLACK -黒の契約者-（一橋誠志）
- レ・ミゼラブル 少女コゼット（ジャン・ヴァルジャン〈マドレーヌ〉）

2008年
- 秘密 〜The Revelation〜（白岡）

2009年
- はじめの一歩 New Challenger（リカルド・マルチネス）

2010年
- 屍鬼（尾崎敏夫の父）
- ドラえもん（テレビ朝日版第2期）（隊長）

2011年
- 猫神やおよろず（ナレーション、源蔵）
- ONE PIECE（2011年 - 2013年、ポルシェーミ、茶ひげ〈3代目〉）

2012年
- ジョジョの奇妙な冒険（ジョースター卿）
- トータル・イクリプス（厳谷榮二）

2014年
- ブレイク ブレイド（バルド・ジ・アラン・アルヴァトロス）

2015年
- ONE PIECE エピソードオブサボ 〜3兄弟の絆 奇跡の再会と受け継がれる意志〜（ポルシェーミ）

2016年
- デュエル・マスターズ VSR（チューやん）

2023年
- デジモンゴーストゲーム（サブマリモン）

2024年
- ネガポジアングラー（藤代）

### 劇場アニメ
1986年
- 天空の城ラピュタ（子分）

1989年
- 機動警察パトレイバー the Movie（警視庁幹部）
- ファイブスター物語（男D）

1990年
- ドラえもん のび太とアニマル惑星（ウマ）

1991年
- アルスラーン戦記（バハートゥル）

1992年
- アルスラーン戦記II（バハートゥル）
- 機動戦士ガンダム0083 ジオンの残光（サウス・バニング、兵士B）
- YAWARA! それゆけ腰抜けキッズ!!（花園薫）

1995年
- マクロス7 銀河がオレを呼んでいる!（レイ・ラブロック）

1997年
- ドラえもん のび太のねじ巻き都市冒険記（アイン・モタイン）

1999年
- ドラえもん のび太の宇宙漂流記（評議員A）

2002年
- ぼのぼの クモモの木のこと（ポポくんのお父さん）

2004年
- 名探偵コナン 銀翼の奇術師（島岡）

2006年
- 劇場版 NARUTO -ナルト- 大興奮!みかづき島のアニマル騒動だってばよ（イシダテ）

2009年
- 名探偵コナン 漆黒の追跡者（本上和樹）

2010年
- ブレイク ブレイド（バルド）

2021年
- 銀魂 THE FINAL（柩）

### OVA
1985年
- ジャスティ

1986年
- 炎トリッパー（見張りの男）

1988年
- 機甲猟兵メロウリンク（側近A）
- 沙羅曼蛇（パイロットA）

1990年
- 暗黒神話（大太）
- ころがし涼太
- しあわせのかたち（管制官）
- 天外魔境 自来也おぼろ変（大ボケ）

1991年
- ヴァンパイヤー戦争（九鬼鴻三郎）
- 俺の空 刑事篇（中野）
- 機動戦士ガンダム0083 STARDUST MEMORY（サウス・バニング）
- 銀河英雄伝説（ザーニアル准将）
- シャコタン☆ブギ（ジュン）
- 有閑倶楽部 犬猫まるごとHOWマッチ（犯人）
- ロードス島戦記（リーモス）

1992年
- 鴉天狗カブト 黄金の目のケモノ（闇入道）
- ゴリラーマン（塚本美鶴）

1993年
- あなたが振り返るとき（一輝）
- 超時空世紀オーガス02（メンデス）
- ブラック・ジャック（農夫）
- ぼくの地球を守って（男A）

1994年
- 高校武闘伝クローズ（亜久津）
- 疾風!アイアンリーガー 銀光の旗の下に（1994年 - 1995年、ギロチ）
- 装甲騎兵ボトムズ 赫奕たる異端（ズロー・バルデック）
- ダーティペアFLASH（グスタフ）
- ダーティペアFLASH2（ゴールド・オハラ）
- バッドばつ丸のオレは優等生（パパ）
- B.B.フィッシュ（神無月達也）
- ワイルド7（部下）

1995年
- 今日から俺は!!（佐々木）
- 沈黙の艦隊

1996年
- 超人学園ゴウカイザー（カッシュの父）

1997年
- マクロス ダイナマイト7（レイ・ラブロック）

1998年
- 新・男樹（三島）

2003年
- IZUMO（ジン）

2013年
- 史上最強の弟子ケンイチ（ボリス）※単行本第54巻OVA付き特装版

2014年
- アベンジャーズ コンフィデンシャル: ブラック・ウィドウ & パニッシャー（オリオン）
- 史上最強の弟子ケンイチ（ボリス）※単行本第56巻OVA付き特装版

### Webアニメ
- 7SEEDS（2019年、卯浪[28]）

### ゲーム
1992年
- YAWARA!

1994年
- ときめきメモリアル（番長）
- YAWARA!2

1995年
- 空想科学世界ガリバーボーイ（マッスル）※PCエンジン版

1996年
- 空想科学世界ガリバーボーイ（マッスル）※セガサターン版

1997年
- VIRUS（レオン）
- 真説サムライスピリッツ 武士道烈伝（アースクェイク）

1998年
- SDガンダム GGENERATION（1998年 - 2025年、サウス・バニング） - 13作品
- 機動戦士ガンダム ギレンの野望（サウス・バニング、ジオン士官B）
- ストリートファイターZERO3（エドモンド本田、エディ）
- スレイヤーズわんだほ〜（フランク）
- ルルリ・ラ・ルラ（ベクトル）

1999年
- アランドラ2 魔進化の謎（ヌヌギ）
- いつか、重なりあう未来へ（エアゾルバ・ガーランド）
- 餓狼伝説 WILD AMBITION（坂田冬次）
- スーパーロボット大戦コンプリートボックス（「スーパーロボット大戦EX」ナレーション）
- パワーストーン
- レジェンド オブ ドラグーン（コンゴール）

2000年
- CAPCOM VS. SNK MILLENNIUM FIGHT 2000（エドモンド本田）
- 機動戦士ガンダム ギレンの野望 ジオンの系譜（サウス・バニング）
- スーパーロボット大戦シリーズ（2000年 - 2008年、サウス・バニング） - 5作品

2001年
- Apocripha/0（ジル・ヒイラギ）
- CAPCOM VS. SNK 2 MILLIONAIRE FIGHTING 2001（エドモンド本田）
- スタートリングアドベンチャーズ 空想3×大冒険（ペグ、ナレーション）
- アトリエシリーズ（ドルニエ） - 2作品

2002年
- 機動戦士ガンダム ギレンの野望 ジオン独立戦争記（サウス・バニング）

2003年
- 機動戦士ガンダム めぐりあい宇宙（サウス・バニング）

2004年
- 機動戦士ガンダム0079カードビルダー（サウス・バニング）

2005年
- 新世紀勇者大戦
- 第3次スーパーロボット大戦α 終焉の銀河へ（サウス・バニング、レイ・ラブロック）

2006年
- Another Century's Episode 2（サウス・バニング）
- 機動戦士ガンダム クライマックスU.C.（サウス・バニング）
- 機動戦士ガンダム 戦場の絆（地球連邦軍男性オペレーター〈サウス・バニング〉）
- 式神の城III（壬生谷志功）
- ブレイドダンサー 千年の約束（ドレッドナイト）

2007年
- ガンダムバトルクロニクル（サウス・バニング）
- マブラヴ ALTERED FABLE（巌谷榮二）

2008年
- ガンダムバトルユニバース（サウス・バニング）
- 機動戦士ガンダム ギレンの野望 アクシズの脅威（サウス・バニング、連邦士官A）

2009年
- 機動戦士ガンダム ギレンの野望 アクシズの脅威V（サウス・バニング、連邦士官A）
- スーパーロボット大戦NEO（エンジン王）
- マクロスアルティメットフロンティア（レイ・ラブロック）

2010年
- 機動戦士ガンダム エクストリームバーサス（サウス・バニング）
- HOSPITAL. 6人の医師（ハンク・フリーバード）

2011年
- マクロストライアングルフロンティア（レイ・ラブロック）

2012年
- 機動戦士ガンダム オンライン（バニング）
- 第2次スーパーロボット大戦Z 再世篇（レイ・ラブロック）

2013年
- ジョジョの奇妙な冒険 オールスターバトル（ジョージ・ジョースター）
- スーパーロボット大戦Operation Extend
- スーパーロボット大戦UX（ガメラン）
- マブラヴ オルタネイティヴ トータル・イクリプス（厳谷榮二中佐）

2014年
- グランブルーファンタジー（2014年 - 2021年、ビザン）
- 第3次スーパーロボット大戦Z 時獄篇 / 天獄篇（2014年 - 2015年、レイ・ラブロック） - 2作品
- はじめの一歩 THE FIGHTING!（リカルド・マルチネス）

2015年
- ジョジョの奇妙な冒険 アイズオブヘブン（ジョージ・ジョースター）

2017年
- スーパーロボット大戦シリーズ（2017年 - 2019年、エグゼブ） - 3作品
- ガンダムバーサス（サウス・バニング）

2020年
- ファイナルファンタジーVII リメイク（チョコボ・サム）

2021年
- はじめの一歩 FIGHTING SOULS（リカルド・マルチネス）
- 機動戦士ガンダム U.C. ENGAGE（サウス・バニング）

2022年
- 機動戦士ガンダム アーセナルベース（サウス・バニング）
- ジョジョの奇妙な冒険 オールスターバトルR（ジョージ・ジョースター）

2024年
- ファイナルファンタジーVII リバース

### ドラマCD
- Apocripha/0 Passion Flower（ジル・ヒイラギ）
- 赤の神紋 〜DIVINE RED〜（大神尋孝）
- ヱデンズボゥイ vol.2/天王寺きつね（おやぢ）
- 風の大陸（盗賊A）
- 最遊記 CDドラマコレクション（独角兕）
- 少年魔法士 破幻の眼（鴉）
- 超兄貴ショー（サムソン、ナレーション 他）
- もっと!ときめきメモリアル（菅原文太郎）
- ニンジャスレイヤー サウンドドラマ「ゼロ・トレラント・サンスイ」（ミニットマン）
- ハイスクール・オーラバスター（宮倉）
- 岩田光央イメージアルバム『話が違う』（ナレーション、恥刑執行人 他）
- FALCOM SPECIAL BOX '96 [DISC2] CDドラマ ブランディッシュ外伝（ジンザ）
- ひぐらしのなく頃に 祟殺し編（ナレーション）
- ブレイク ブレイド 番外編ドラマCD（バルド）
- 魔神英雄伝ワタル3 虎王物語 虎王伝説 CDシネマ1 - 4（ナレーター）
- マクロス7 CDシネマ（レイ・ラブロック）

### 吹き替え

#### 担当俳優
アーニー・ハドソン
- ゴーストバスターズシリーズ
  - ゴーストバスターズ（ウィンストン・ゼドモア）※DVD版
  - ゴーストバスターズ (2016年の映画)（ビル・ジェンキンス）
  - ゴーストバスターズ/アフターライフ（ウィンストン・ゼドモア）
  - ゴーストバスターズ/フローズン・サマー（ウィンストン・ゼドモア）

- チャンピオンズ（フィル・ペレッティ）

ウィル・スミス
- ハートブレイク・タウン（マニー）
- バッドボーイズシリーズ（マイク・ラーリー）
  - バッドボーイズ ※ソフト版
  - バッドボーイズ2バッド ※ソフト版
  - バッドボーイズ フォー・ライフ
  - バッドボーイズ RIDE OR DIE

ウェズリー・スナイプス
- アート・オブ・ウォー2（ニール・ショー）
- ギャロウ・ウォーカー 煉獄の処刑人（アマン）
- ゲーム・オブ・デス（マーカス）
- ザ・シューター（ジェームズ・ダイヤル）
- ザ・マークスマン（ペインター）
- 7セカンズ（ジャック・タリヴァー）
- デトネーター（サニー・グリフィス）※DVD版
- トゥルー・ストーリー 〜嘘と真実〜（カールトン）
- ハード・ラック（ラッキー）
- BIONICLE -マスク・オブ・ライト- ザ・ムービー（コパカ）
- ブレイドシリーズ（ブレイド）※DVD版
  - ブレイド
  - ブレイド2
  - ブレイド3

ピーター・ウェラー
- FRINGE/フリンジ（アリスター・ペック）
- ロボコップシリーズ（アレックス・マーフィー / ロボコップ）
  - ロボコップ ※DVD版
  - ロボコップ2 ※DVD（カルチュア・パブリッシャーズ）版

ベニチオ・デル・トロ
- ザ・プロデューサー（レックス）※ビデオ版
- ボーダーライン（アレハンドロ）
  - ボーダーライン: ソルジャーズ・デイ

#### 映画（吹き替え）
- アート・オブ・ウォー3（ニール・ショー〈アンソニー・“トレッチ”・クリス〉）
- アサシン 暗・殺・者 ※ソフト版
- アサルト33:要塞病棟（ジェイソン・ヒル〈ショーン・パトリック・フラナリー〉）
- アストロ・コップ/地球クライシス2050（ストッパー〈ロビン・スミス〉）
- アラン・スミシー・フィルム（レオン・ブラザーズ〈チャックD〉）
- アルビノ・アリゲーター（ロー〈ウィリアム・フィクナー〉）
- イベント・ホライゾン（ミラー船長〈ローレンス・フィッシュバーン〉）
- L.A.コンフィデンシャル（ディック・ステンスランド〈グレアム・ベッケル〉）※DVD・ビデオ・BD版
- 核弾頭メデューサ（トニー〈クリストファー・ノース〉）
- 風と共に去りぬ ※ソフト版
- 疑惑の幻影（ポール・サクソン上院議員〈ジェームズ・モリソン〉）
- クォーターバック（アルヴィン・マック〈ドゥエイン・デイヴィス〉）
- クラッシャー2029（ダン〈マイルズ・オキーフ〉）
- 刑事ベルモア/共謀者（“スネーク”アンダーウッド〈ジョナサン・フラー〉）
- 原始のマン（ブラッシュ先生[12]）
- 交渉人（アダム・ベック〈デヴィッド・モース〉）※DVD・ビデオ版
- 最強のふたり（ドリス〈オマール・シー〉）
- サイモン・セズ（サイモン〈デニス・ロッドマン〉）※ビデオ版
- ザ・ロック（ダロウ大尉〈トニー・トッド〉）※日本テレビ版
- サンバ（サンバ〈オマール・シー〉）
- 幸せへのキセキ（不動産屋スティーブンズ〈J・B・スムーヴ〉）
- G.I.ジョー バック2リベンジ（ナレーション）
- シャンハイ・ヌーン（ロー・ファン〈ロジャー・ユアン〉）※ソフト版
- SPL/狼よ静かに死ね（チャン〈サイモン・ヤム〉）
- スタートレックシリーズ
  - スタートレックIV 故郷への長い道（カーライト提督〈ブロック・ピーターズ〉）
  - スタートレックVI 未知の世界（カーライト提督〈ブロック・ピーターズ〉）
  - スタートレック:ボーグ（カウンセラー・ビラカ〈ジョン・コスラン・Jr〉）
- ソウル・フード（ケニー〈ジェフリー・D・サムズ〉）
- ゾンビコップ（ウィルコックス〈チップ・ヘラー〉）※フジテレビ版（BD収録）
- タイムコップ（マックス〈ジャン＝クロード・ヴァン・ダム〉） ※ビデオ版
- タイムマスター~時空をかける少年~（ベラスコ王〈アート・マリック〉）※VHS版
- 天国に行けないパパ（スケイルス〈ジョー・パントリアーノ〉）
- トゥルー・ロマンス（助言者〈ヴァル・キルマー〉）※テレビ東京版
- DOPE/ドープ!!（ナレーター）
- NOPE/ノープ（オーティス・ヘイウッド・シニア〈キース・デイヴィッド〉[42]）
- ハイジ アルプスの物語（ゼーゼマン〈マキシム・メーメット〉）
- ハイ・ライフ（スクーター・ブーツ〈チャールズ・ロビンソン〉）
- パッセンジャー（パノラマエリアの声[43]）
- バッドトリップ! 消えたNO.1セールスマンと史上最悪の代理出張（ロナルド・ウィルキーズ〈イザイア・ウィットロック・Jr〉[44]）
- バッドムーン（アンクル・デッド〈マイケル・パレ〉）
- 800万の死にざま
- 不思議なペットショップ（デイヴ連邦保安官〈シャッショーニー・ホール〉）
- フロム・ダスク・ティル・ドーン2（エドガー・マックグロウ〈ジェームズ・パークス〉）
- フライド・グリーン・トマト（ビッグ・ジョージ〈スタン・ショウ〉）
- ブラックジャック（ドン・トレイグル〈アンドリュー・ジャクソン〉）※テレビ朝日版
- ブラック・シー・レイド（ニール〈デニス・ラバル〉）※ビデオ版
- プリティ・ブライド（ボブ・ケリー〈クリストファー・メローニ〉）
- ベオウルフ/呪われし勇者（ベオウルフ〈レイ・ウィンストン〉）
- ヘブンズ・プリズナー（ヴィクター・ロメロ〈ホーソーン・ジェームズ〉）※ビデオ版
- ボビー・フィッシャーを探して（ヴィニー〈ローレンス・フィッシュバーン〉）
- ボルケーノ（エド・フォックス〈キース・デイヴィッド〉[45]）※テレビ朝日版
- マーヴェリック（エンジェル〈アルフレッド・モリーナ〉）※テレビ東京版
- 目撃（ティム・コリン〈デニス・ヘイスバート〉）※ビデオ版
- ユニバーサル・ソルジャー/ザ・リターン（セス〈マイケル・ジェイ・ホワイト〉）
- LIFE!（パイロット）
- リベリオン（ユルゲン〈ウィリアム・フィクナー〉）
- 流血の絆（ローランド・ビトゥーン〈ジェラール・ダルモン〉）
- 流血の絆/野望篇（ローランド・ビトゥーン〈ジェラール・ダルモン〉）
- レッド・スコルピオン2（ニック・ストーン〈マット・マッコウム〉）
- ロード・オブ・ウォー（アンドレイ・バブティスト Sr.〈イーモン・ウォーカー〉）
- ローリング・サンダー（スリム〈ルーク・アスキュー〉）
- ロボコップシリーズ（アレックス・マーフィー / ロボコップ）
  - ロボコップ3（ロバート・バーク）※テレビ東京版
  - ロボコップ・ザ・シリーズ（リチャード・エデン）
- ワイルド・スピードX2（テズ・パーカー〈クリス・“リュダクリス”・ブリッジス〉）※テレビ朝日版

#### ドラマ
- アンダーカバー・ボス2 社長潜入調査（マーク・マロリー市長）
- ER VIII 緊急救命室（ワトキンス〈ミロン・E・ウィリス〉）
- インディ・ジョーンズ/若き日の大冒険（ジョングラン）
- NYPDブルー（ルイス・フトーレル〈クリフトン・パウエル〉）
- NCIS:LA 〜極秘潜入捜査班 シーズン5 #4（ヴァシレ・コメスク〈クレイグ・パーカー〉）
- NCIS:ニューオーリンズ（ウィリアム・“バド”・サミュエル〈マイケル・ミック・ハリスティ〉）
- キャッスル 〜ミステリー作家は事件がお好き シーズン3 #22（ラッセル・ガンツ〈ドミニク・パーセル〉）
- 恐竜家族
- クイーン・メアリー2 愛と欲望の王宮（ステファン・ナルシス卿〈クレイグ・パーカー〉）
- クライム・ストーリー（ハリー・ブライテル〈レイ・シャーキー〉）
- クリミナル・マインド11 FBI行動分析課 #3（ダグラス・“ダグ”・フラー）
- シークエスト（グズマノ将軍〈ルイス・ガスマン〉）
- 新スタートレック（バーク少尉〈グレン・モーシャワー〉）
- 新アウターリミッツ（エド・バークレイ〈ジェイ・O・サンダース〉、クラーク）
- スーパーナチュラル7 #19, #20
- スターゲイト SG-1（フランシス・メイナード将軍〈ジェームズ・マクダニエル〉）
- セックス・アンド・ザ・シティ（ガース・ウェスト）
- ターザンの大冒険（ターザン〈ジョー・ララ〉）※NHK-BS2版
- たどりつけばアラスカ（バーナード・スティーブンス〈ジョン・コーベット〉）※2代目
- CHUCK/チャック（マルコ〈ドルフ・ラングレン〉）
- 超音速ヒーロー ザ・フラッシュ（マイケルの父、コスティガン）※日本テレビ版
- TVキャスター マーフィー・ブラウン（ティファニー・ハワード〈マイケル・グレゴリー〉）
- ドクタークイン 大西部の女医物語（ビリー〈ゲイリー・リー・デイビス〉）
- ニュースルーム（エリオット・ハーシュ〈デヴィッド・ハーバー〉）
- ハイテク武装車バイパー2（オープニングナレーション）
- 犯罪捜査官ネイビーファイル（クロス隊長〈ジョン・バーガス〉）
- フルハウス（ウェイター〈ケイザ・ファーリー〉、マックス〈ケイザ・ファーリー〉）
- ボードウォーク・エンパイア2 欲望の街
- ミスター・メルセデス（ピート・オバマ・ディクソン刑事〈スコット・ローレンス〉）
- ヤングライダーズ（キンポール、ダイソン 他）
- 愉快なシーバー家（ロドニー〈ロバート・デューバック〉）

#### 人形劇
- ネビュラ75 ネビュラ75の驚異の宇宙旅行（ナレーター）

#### アニメ
- くもりときどきミートボール（マニー）
- くもりときどきミートボール2 フード・アニマル誕生の秘密（マニー）
- シザー・セブン（暗殺組織ボス）
- 史上最強のグーフィー・ムービー Xゲームで大パニック!
- バットマン
- ピンクパンサー（アゴ）
- ロバと少年

#### テレビ番組
- 地球ドラマチック「極寒シベリア 犬ぞりで走れ」（探検家ニコラ・ヴァニエ）

### 特撮
- 超力戦隊オーレンジャー（1995年、バラカクタス1の声）
- 仮面ライダーエグゼイド（2017年、ゲムデウスバグスターの声）

### 映画
- ケルベロス-地獄の番犬（1991年、出演協力）

### ラジオ
- J-WAVE - Jam the WORLD 月 - 金 20:00 - 21:50・水曜レギュラー（降板）
- J-WAVE - HONDA COMMUNICATION NETWORK DEAR FIELD（番組終了）

### CM
注記が無い限りは全てナレーション
- オーナー針CM
- 機動戦士ガンダムUCPS3用ゲームCM
- 機動戦士ガンダム ククルス・ドアンの島 宣伝PV及びCM（2022年）
- 黒革の手帳 番宣CM
- 警視庁文書捜査官（番宣CMナレーション）
- ジャスコCM
- 週刊日本の貨幣コレクション（CMナレーション）
- ナルニア国物語CM
- セガ『スーパーモナコGP』（1989年）
- 任天堂 『スターフォックスアドベンチャー』（2002年）
- 任天堂 『ゼルダの伝説 風のタクト』（2002年）
- 任天堂 『ファミリースタジアム2003』（2003年）
- 任天堂 『ポケモンコロシアム』（2003年）
- 任天堂 『ポケモンボックス ルビー&サファイア』（2003年）
- 任天堂 『ルイージマンション』（2001年）
- ハリー・ポッターシリーズ
- パイレーツ・オブ・カリビアンシリーズ
- バンダイ『ドラゴンボールZ 超武闘伝3』（1994年）
- バンダイ『ドラゴンボールZ 悟空飛翔伝』（1994年）
- バンダイ『ドラゴンボールZ 悟空激闘伝』（1995年）
- バンダイ『ドラゴンボールZ Ultimate Battle 22』（1995年）
- バンダイ『ドラゴンボールZ 真武闘伝』（1995年）
- バンダイ『ドラゴンボールZ 偉大なるドラゴンボール伝説』（1996年）
- バンダイ『Mobile Suit GUNDAM MSVS』（1999年）
- 三井不動産レジデンシャルCM
- モスバーガー TVCM 海老カツ「ABどっちも」篇

### テレビ
- オフレコ!（2000年 - 2002年、TBS / ナレーション）
- 巨大魚・夏の陣2019（2019年9月15日、BSフジ / ナレーション）
- 芸術ハカセ（テレビ朝日、ナレーター）
- ジャングルTV 〜タモリの法則〜（ナレーション）
- ジャスト（「マダムに会いたい」ナレーション）
- 学校へ行こう!（上記の「マダムに会いたい」のパロディ企画ナレーション）
- 釣りの素、五畳半の狼（スカパー! 釣りビジョン） - レギュラーMC
- 世界!秘境釣行（ナレーション、出演）
- 南太平洋の楽園 Fishing Traveler（ナレーション）
- 地球!夢の楽園紀行〜fishing traveler〜（ナレーション、出演）
- 夢釣行〜一魚一会の旅〜（出演）
- 地球ドラマチック「ドラゴンは生きていた!?」（声の出演）
- ヴァンパイア・ヘヴン（テレビ東京、ナレーション）
- 歴史人物ショー（Netflix配信）

### テレビドラマ
- ドキュメンタリードラマ 恋する一葉（『ハイビジョン特集』2004年、実写出演）[46]
- その男、意識高い系。（2015年、NHK-BSプレミアム） - ナレーション

### ビデオ
- 完全無欠のJAPAN STYLE 5 GOODなBASSはこうして見つける!!（ナレーション）
- 完全無欠のJAPAN STYLE 7 バーニーの"BASS is BASS!!"（ナレーション）
- 最新ハイテクフィッシングシリーズ19 NEWステラが挑む究極の世界3 "DRAG is Singin" in MOLDIVES（ナレーション）
- ザ・ミノーイング 1 - 4（ナレーション）
- Minnowing World（ナレーション）
- 世界の釣り方 ビデオ・マガジン 1 オーストラリアのバラマンディ（ナレーション）
- 田辺哲男のエコギア Vol.5 - 8（ナレーション）
- S.KASHIWAGI HOW TO?オカッパリBASSING（ナレーション）
- HOW TO? ZEAL LUREシリーズ（ナレーション）
- アマゾン珍道中Vol.1 - 2（ナレーション）
- アライ君をつかいこなせ1 - 2（ナレーション）
- だからバスはやめられない 1 - 3（ナレーション）
- TETSU TAKAHASHI'S GAME 246（ナレーション）
- 僕たちのヘドンストーリー3,5（ナレーション）
- 釣魚映像図鑑 海水魚・淡水魚（ナレーション）
- 黒帯IX - X（ナレーション・出演）
- トップウォーターゲーム in 琵琶湖（ナレーション）
- 宮崎友輔 BASSER ALLSTAR CLASSIC WINNER アメリカンバスフィッシング in 霞ヶ浦（ナレーション）
- 青芳智広 ガウラクラフト　one more fish 2（ナレーション）
- Hajime Murata Fish Forever（ナレーション）

### 舞台
- 劇団☆新感線 41周年興行 秋公演 いのうえ歌舞伎『狐晴明九尾狩』（2021年9月17日 - 10月17日） - ナレーション

### 書籍
- 新 釣師列伝（1995年発売、渓流ライブラリー）
- 菅原正志エッセイ集 フィールドから ON AIR 傑作選（2016年発売、大漁企画）

### その他コンテンツ
- 素晴らしい地球 world fishing traveler（SHIMANO TV、ナレーション）

### シリーズ一覧
1. ↑  『GGENERATION』（1998年）、『ZERO』（1999年）、『F』（2000年）、『F.I.F』（2001年）、『NEO』（2002年）、『SEED』（2004年）、『PORTABLE』（2006年）、『SPIRITS』（2007年）、『WARS』（2009年）、『3D』（2011年）、『OVER WORLD』（2012年）、『GENESIS』（2016年）、『ETERNAL』（2025年）
2. ↑  『α』（2000年）、『α外伝』『α for DC』（2001年）、『IMPACT』（2002年）、『第2次α』（2003年）、『A PORTABLE』（2008年）
3. ↑  『ヘルミーナとクルス』『リリーのアトリエ』（2001年）
4. ↑  『V』（2017年）、『X』（2018年）、『T』（2019年）